# Хант Либерсон, Лоррейн
Лоррейн Хант Либерсон (англ. Lorraine Hunt Lieberson; 1 марта 1954, Сан-Франциско — 3 июля 2006, Санта-Фе, Нью-Мексико, США) — американская певица (меццо-сопрано).

## Начало биографии
Дочь учителя музыки и учительницы пения, училась пению и игре на фортепиано, скрипке, альте в государственном университете Сан-Хосе. Выступала как альтистка с государственным симфоническим оркестром Сан-Хосе, прежде чем в 29 лет дебютировать как певица в опере Генделя «Юлий Цезарь» (пост. Питера Селларса).

## Репертуар и творческие связи
Сотрудничала с крупнейшими дирижёрами (Бернардом Хайтинком, Николасом Мак-Гиганом, Кентом Нагано, Уильямом Кристи, Майклом Тилсоном-Томасом, Джеймсом Ливайном, Роджером Норрингтоном, Эса-Пекка Салоненом). Исполняла главные партии в операх М. А. Шарпантье («Медея»), Монтеверди («Возвращение Улисса на родину», «Коронация Поппеи»), Пёрселла («Дидона и Эней»), Рамо («Ипполит и Ариция»), Глюка («Орфей и Эвридика»), Генделя («Ксеркс», «Сусанна», «Феодора»), Моцарта («Милосердие Тита», «Идоменей», «Дон Жуан»), Берлиоза («Троянцы»), Бизе («Кармен»), Дебюсси («Пеллеас и Мелисанда»), Стравинского («Царь Эдип»), Кайя Саариахо («Любовь издалека»). Особый успех имело её исполнение арий Генделя и сочинений И. С. Баха («Магнификат», кантаты 82 и 199). Исполняла также новейших композиторов — Малера («Песнь земли»), Альбана Берга («Семь ранних песен»), Бриттена («Федра», «Весенняя симфония»), Джона Адамса («Эль Ниньо»).

## Поздние годы
Музыкальная критика называла её самым мощным сопрано после Марии Каллас. В 1999 году вышла замуж за американского композитора Питера Либерсона, исполняла его вокальные сочинения на стихи Рильке, Неруды и др. В 2001 была признана в США вокалистом года. Умерла от рака груди.